# Transports à Oman

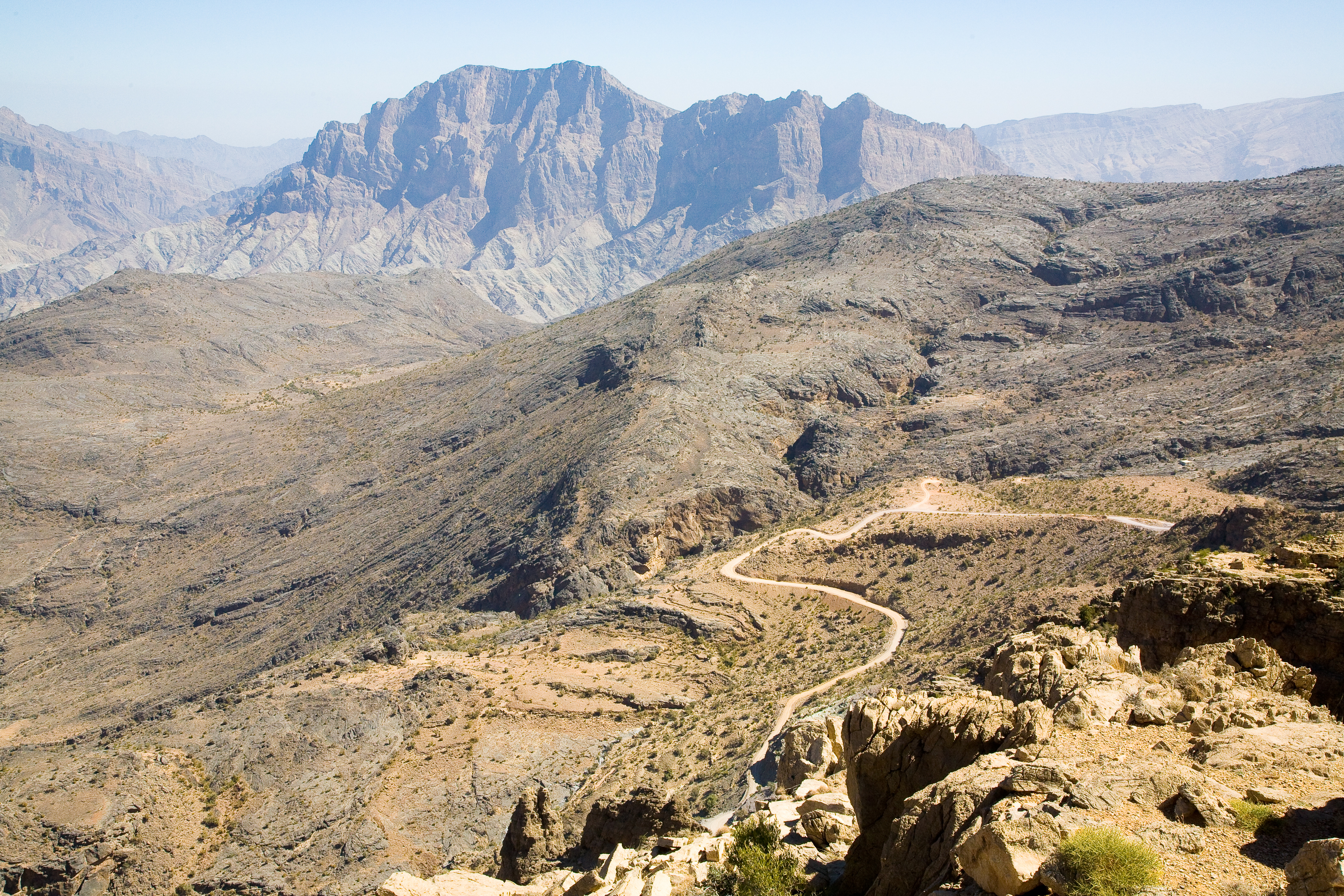
Des obstacles naturels

Cet article concerne le transport au Sultanat d'Oman.

## Transport maritime
Comme en témoignent notamment les musées maritimes ou le chantier de boutres de Sour, le pays hérite d'une tradition maritime séculaire.
En 2010, la marine marchande possédait quatre bâtiments – classant le pays en 134e position dans le monde.
Les ports et terminaux les plus importants sont ceux de Mina Qabus (Mascate), Salalah (Dhofar) et Sohar.

## Transport routier

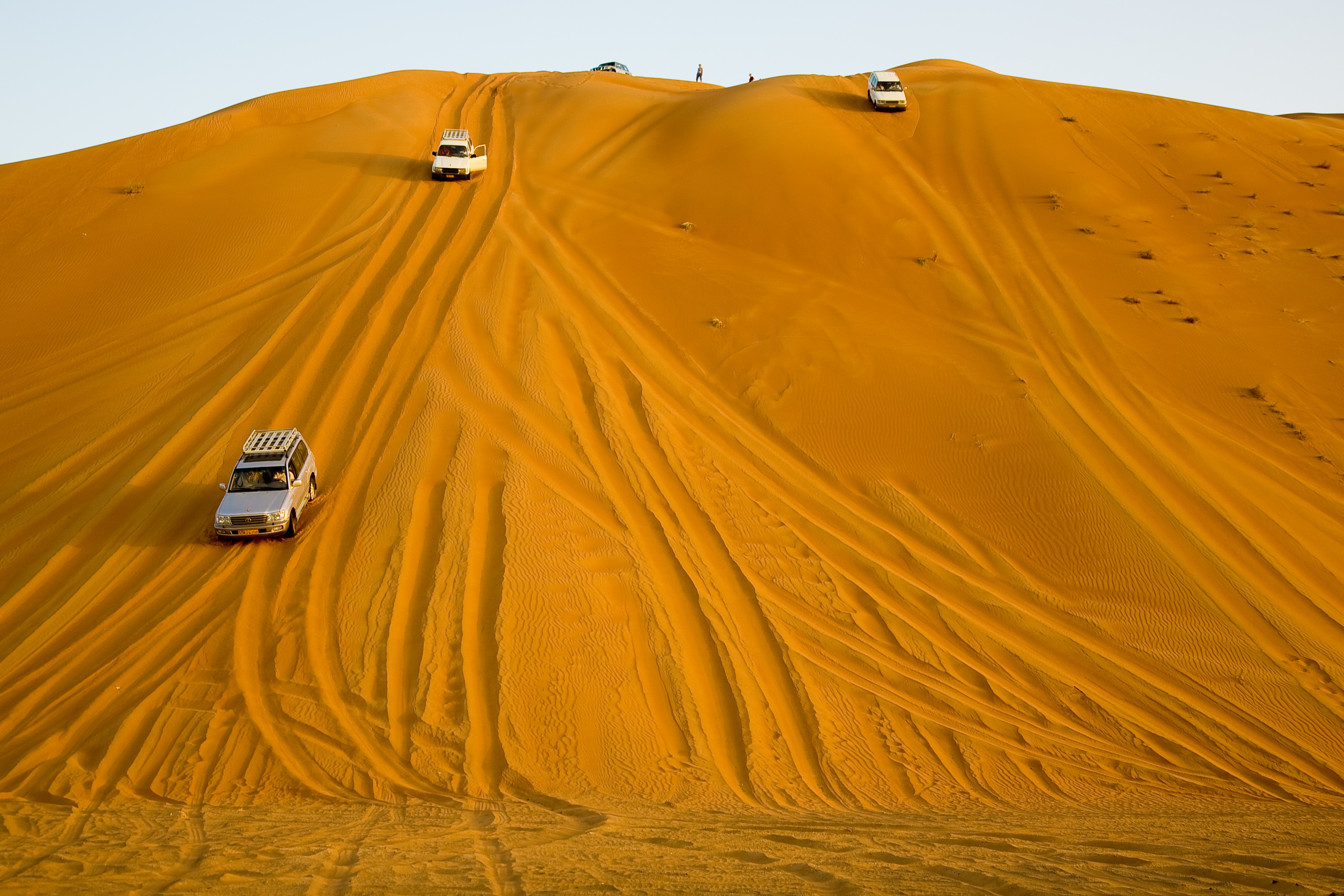
Dune bashing dans les Wahiba Sands

L'automobile est reine au Sultanat d'Oman : le carburant n'y est pas cher, les routes sont larges, modernes et peu encombrées. C'est une nécessité et un signe extérieur de réussite sociale. Même si les interrogations liées à la préservation de l'environnement sont désormais prises en compte par le gouvernement, elles n'ont pas encore mis un frein à cet engouement. 
Les véhicules tout-terrain sont prisés par les autochtones comme par les expatriés. Ils sont en effet indispensables pour traverser certaines régions ou explorer les wadis. Le wadi bashing et le dune bashing – c'est-à-dire du hors piste – sont des activités volontiers pratiquées par les amateurs de sensations fortes. Les circuits touristiques organisés par les voyagistes consistent parfois en randonnées pédestres, mais se font le plus souvent, au moins partiellement, au moyen de tels véhicules.

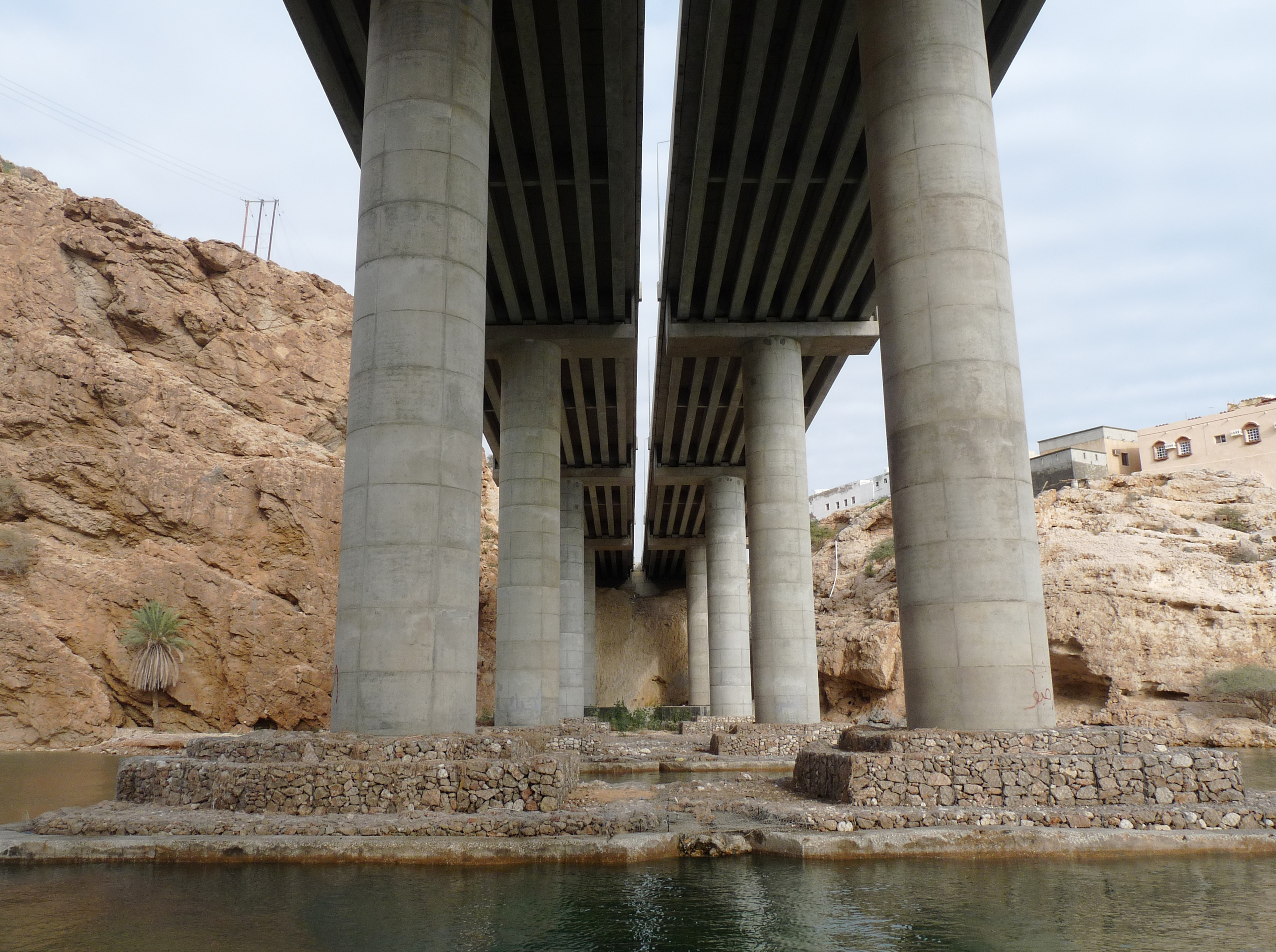
Route à quatre-voies franchissant le Wadi Shab entre Qurayyat et Sour

Oman est doté d'un réseau routier de 68 467 km, dont 23 223 km de routes goudronnées, parmi lesquelles 1 384 de voies rapides. En 2008 il y avait 30 207 km de pistes. La première autoroute à péage est mise en service en 2011. La conduite se fait à droite, la signalisation routière est bilingue, en arabe et en anglais.
Le pays participe au réseau routier du Mashreq Arabe.

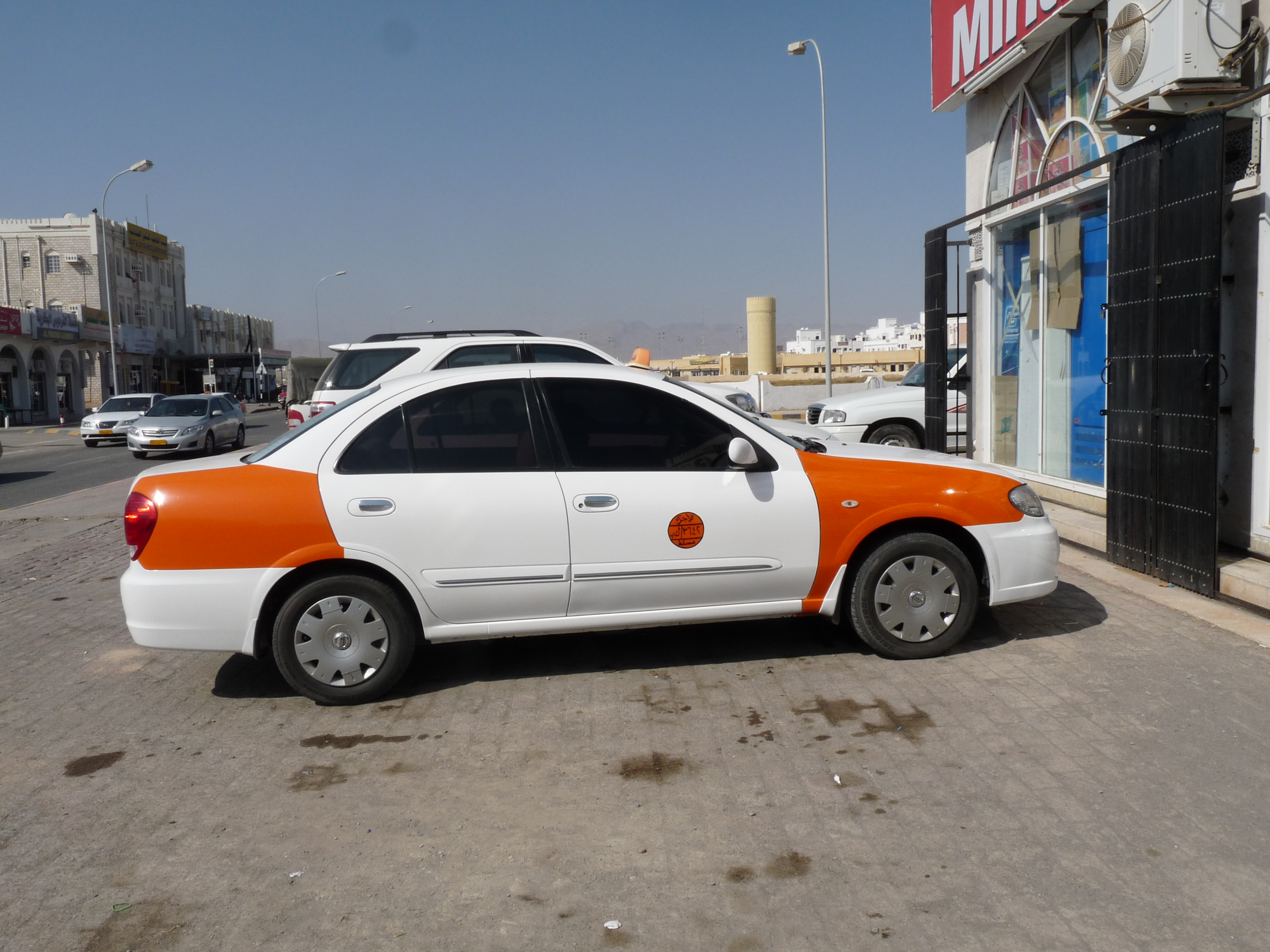
Taxi à Sour

Un réseau de taxis bicolores (orange et blanc) dessert les plus grandes villes. Moins chers, des taxis-bus de 12 places sillonnent aussi le pays, emmenant les passagers qu'ils trouvent sur leur route. 
Les transports en commun sont très peu développés. Cependant un réseau public de bus géré par la Oman National Transport Company (ONTC) relie la capitale à Sour, Ibri, Buraimi, Salalah, Abou Dabi et Dubaï. On parcourt ainsi les 1 000 km qui séparent Mascate de Salalah en douze heures.

## Transport ferroviaire
Il n'y a actuellement (2011) aucune infrastructure de transport ferroviaire au Sultanat d'Oman, mais des études de faisabilité sont en cours pour un éventuel réseau ferroviaire de 200 km.

## Oléoducs et gazoducs
En 2009, 3 558 km de pipelines acheminaient le pétrole (oléoducs) et 4 209 étaient destinés au gas (gazoducs).

## Transport aérien

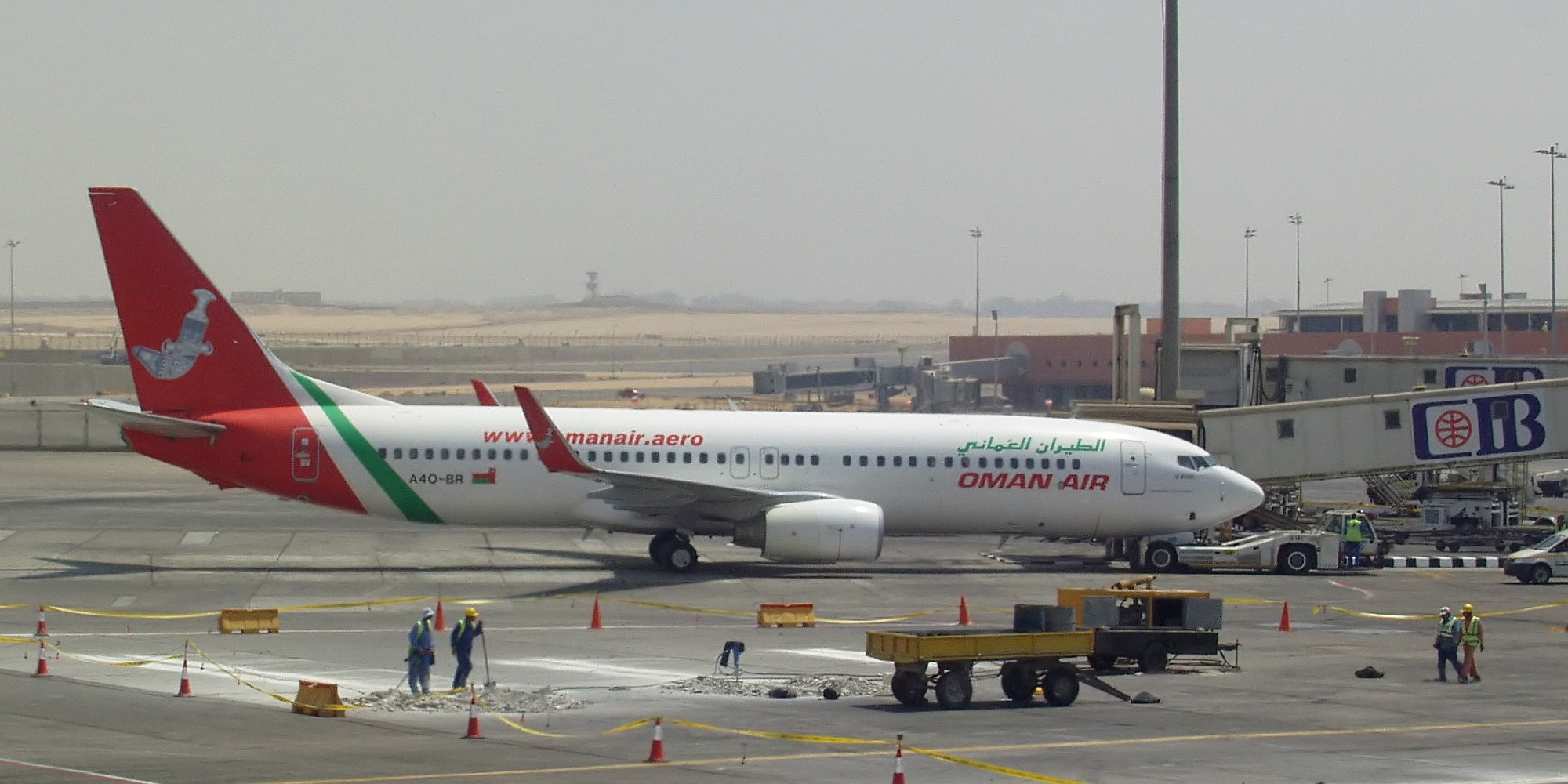
Boeing 737 d'Oman Air au Caire

En 2010 on dénombrait 130 aéroports civils ou militaires, dont 11 dotés de pistes en dur – ce qui classait le pays en 45e position sur 236. S'y ajoutaient 3 héliports.
L'aéroport le plus important est celui de la capitale, l'Aéroport international de Mascate (Muscat International Airport). En réalité situé à Sib (Seeb), il portait jusqu'en 2008 le nom de Seeb Airport. L'Aéroport de Khasab, à la fois civil et militaire, est celui du Musandam au Nord du pays, et l'Aéroport de Salalah est celui du Dhofar, au Sud.
La compagnie aérienne nationale est Oman Air, lancée en 1993. Elle dessert de nombreuses destinations internationales et offre deux lignes intérieures vers les villes enclavées de Khasab et Salalah.